# Toninho Nascimento
Antonio Carlos Nascimento Pinto (Belém, 7 de dezembro de 1946), conhecido como Toninho Nascimento, é um cantor, compositor e letrista brasileiro.
Suas composições já foram gravadas por vários artistas como Elza Soares, Elizete Cardoso, Roberto Ribeiro e Agepê, entre outros, além de Clara Nunes que o considerava como um dos seus compositores favoritos.
Teve grandes sucessos na voz de Clara Nunes como Conto de Areia e Deusa dos Orixás, Vapor de São Francisco, Menino Velho, Fuzuê, em parceria com o cantor e compositor pernambucano Romildo (1941–1990).

## Premiações
- Estandarte de Ouro

1. 2012 - Melhor samba-enredo (Portela - "E o Povo na Rua Cantando. É Feito Uma Reza, Um Ritual...") [3]

- Estrela do Carnaval

1. 2012 - Melhor samba-enredo (Portela - "E o Povo na Rua Cantando. É Feito Uma Reza, Um Ritual...") [4]
2. 2014 - Melhor samba-enredo (Portela - "Um Rio de Mar a Mar: Do Valongo à Glória de São Sebastião") [5]

- Gato de Prata

1. 2012 - Melhor samba-enredo (Portela - "E o Povo na Rua Cantando. É Feito Uma Reza, Um Ritual...") [6]

- Plumas & Paetês Cultural

1. 2012 - Melhor samba-enredo (Portela - "E o Povo na Rua Cantando. É Feito Uma Reza, Um Ritual...") [7]

- Prêmio SRzd

1. 2012 - Melhor samba-enredo (Portela - "E o Povo na Rua Cantando. É Feito Uma Reza, Um Ritual...") [8]

- Prêmio Veja Rio

1. 2014 - Melhor samba-enredo (Portela - "Um Rio de Mar a Mar: Do Valongo à Glória de São Sebastião") [9]

- S@mba-net

1. 2012 - Melhor samba-enredo (Portela - "E o Povo na Rua Cantando. É Feito Uma Reza, Um Ritual...") [10]

- Tamborim de Ouro

1. 2012 - Melhor samba-enredo (Portela - "E o Povo na Rua Cantando. É Feito Uma Reza, Um Ritual...") [11]

- Troféu Apoteose

1. 2014 - Melhor samba-enredo (Portela - "Um Rio de Mar a Mar: Do Valongo à Glória de São Sebastião") [12]

- Troféu Sambario

1. 2012 - Melhor samba-enredo (Portela - "E o Povo na Rua Cantando. É Feito Uma Reza, Um Ritual...") [13]

- Troféu Tupi Carnaval Total

1. 2012 - Melhor samba-enredo (Portela - "E o Povo na Rua Cantando. É Feito Uma Reza, Um Ritual...") [14]
2. 2014 - Melhor samba-enredo (Portela - "Um Rio de Mar a Mar: Do Valongo à Glória de São Sebastião") [15]

## Web
- «Toninho Nascimento, de Belém do Pará à apoteose na Sapucaí». O Globo
- Dicionário Cravo Albin da música Popular Brasileira